# Edificio Rocchetti
El Edificio Rocchetti o, en algunos casos, Edificio Ferreti, es una vivienda ubicada en la ciudad de Chillán, considerado Inmueble de conservación histórica por su arquitectura y su valor histórico, al ser parte de la reconstrucción de la ciudad, tras el Terremoto de Chillán de 1939. Actualmente está destinado a uso residencial y comercial.

## Historia
El matrimonio compuesto por los arquitectos Eduardo Torres y Berta Cifuentes, fueron dos personas que se trasladaron a Chillán, con el objetivo de reconstruir la ciudad después del sismo de 1939. En 1952 empresario local de ascendencia italiana y dueño de la hacienda Ñuble del sector de Rupanco, Arturo Rocchetti Scipione, contactó a ambos arquitectos para la construcción de una vivienda en el centro de la ciudad, cual sería inaugurada ese mismo año.

## Arquitectura
La estructura en general, es resultado de albañilería y hormigón. La fachada del edificio conserva el aspecto de los edificios adyacentes en el primer y segundo piso, resaltando entre ellos con un tercer piso. Asimismo, también resalta en los costados, al formar balcones y un alero con los dos pisos superiores. En la parte de la terraza, en el tercer piso, resalta un techo transparente con pilares en forma de hongo.